# Chahar Mahaal og Bakhtiari (provins)
Chahar Mahaal og Bakhtiari (persisk: چهارمحال و بختیاری, Chahārmahāl o Bakhtiyārī) er en af Irans 30 provinser. Den ligger i det sydvestlige del af Iran, og provinsens hovedby er Shahrekord.
Provinsen dækker en areal på 16.332 km² og har en befolkning på ca. 842.000 mennesker. Provinsen har seks shahrestan (amter) Shahrekord, Borujen, Lordegan, Farsan, Ardal og Kuhrang.